# Linyphantes nigrescens
Linyphantes nigrescens là một loài nhện trong họ Linyphiidae.
Loài này thuộc chi Linyphantes. Linyphantes nigrescens được Ralph Vary Chamberlin & Wilton Ivie miêu tả năm 1942.